# Johnny Downs
Pour les articles homonymes, voir Downs.
Johnny Morey Downs, né le 10 octobre 1913 à New York (arrondissement de Brooklyn, État de New York) et mort le 6 juin 1994 à Coronado (Californie), est un acteur, danseur et chanteur américain.

## Biographie

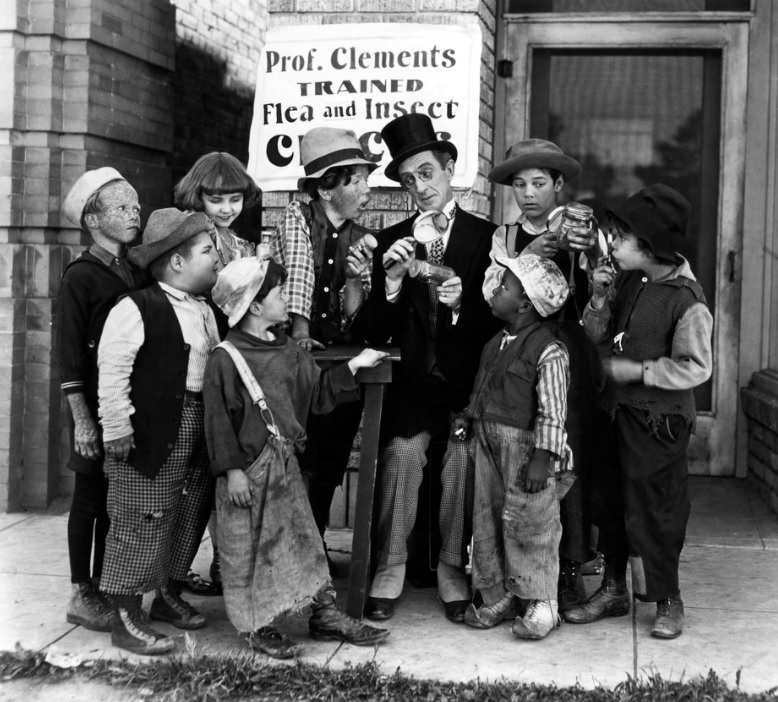
Un mariage mouvementé (Les Petites Canailles, 1926), avec Johnny Downs en chapeau, à droite de George B. French en haut-de-forme

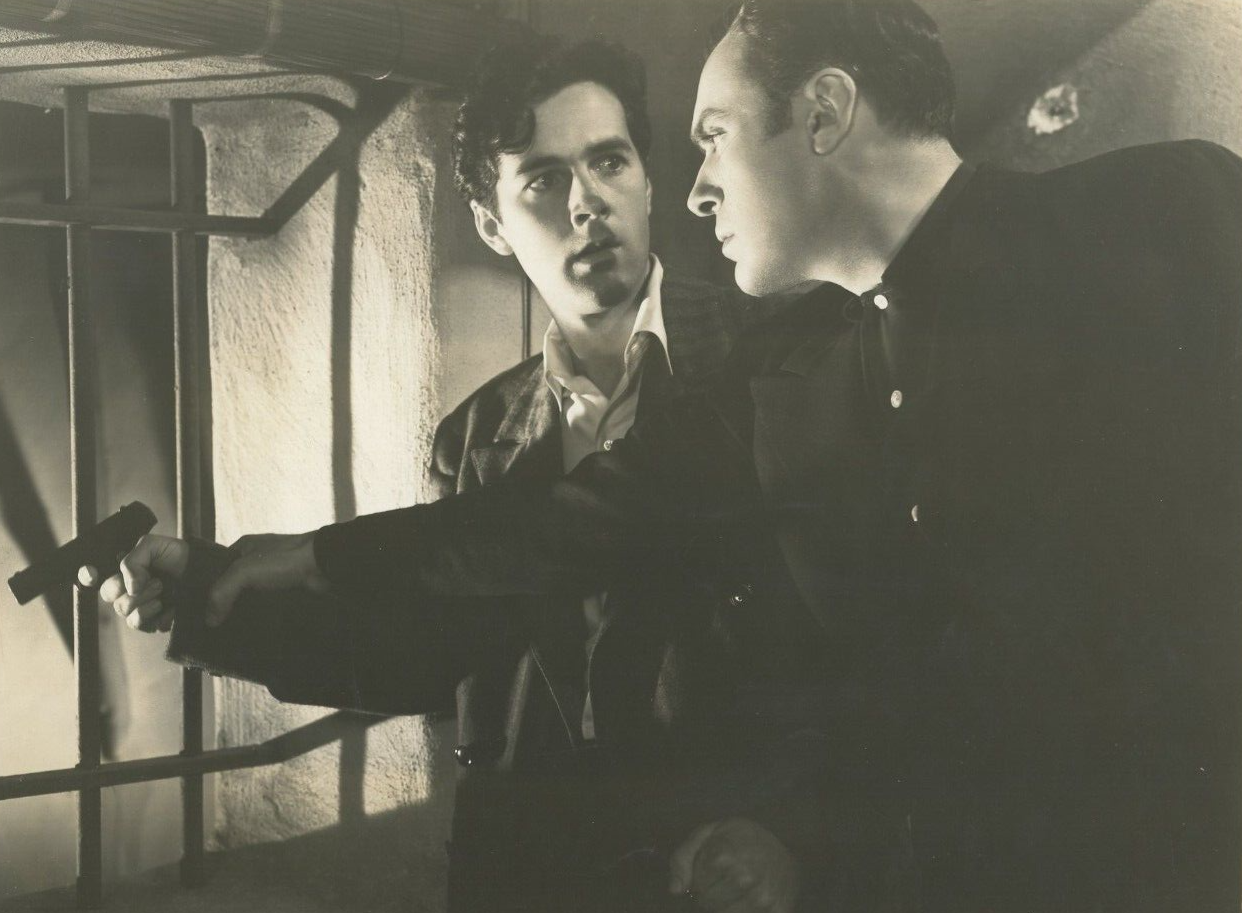
Avec Charles Boyer (à d.), dans Casbah (1938)

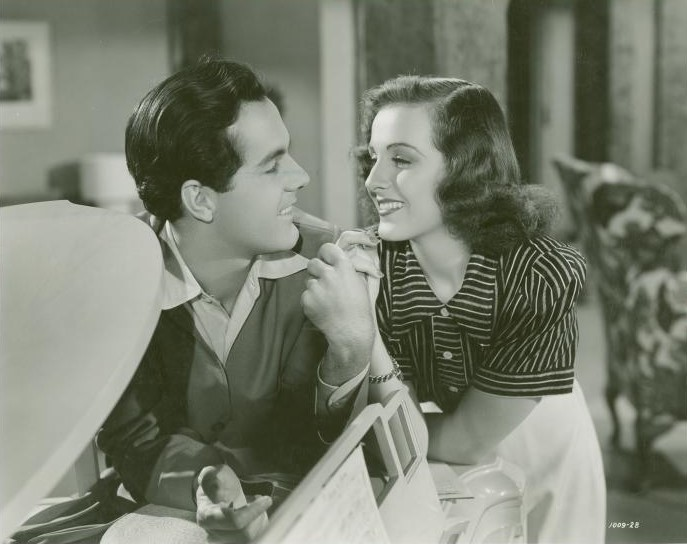
Avec Constance Moore, dans Hawaiian Nights (1939)

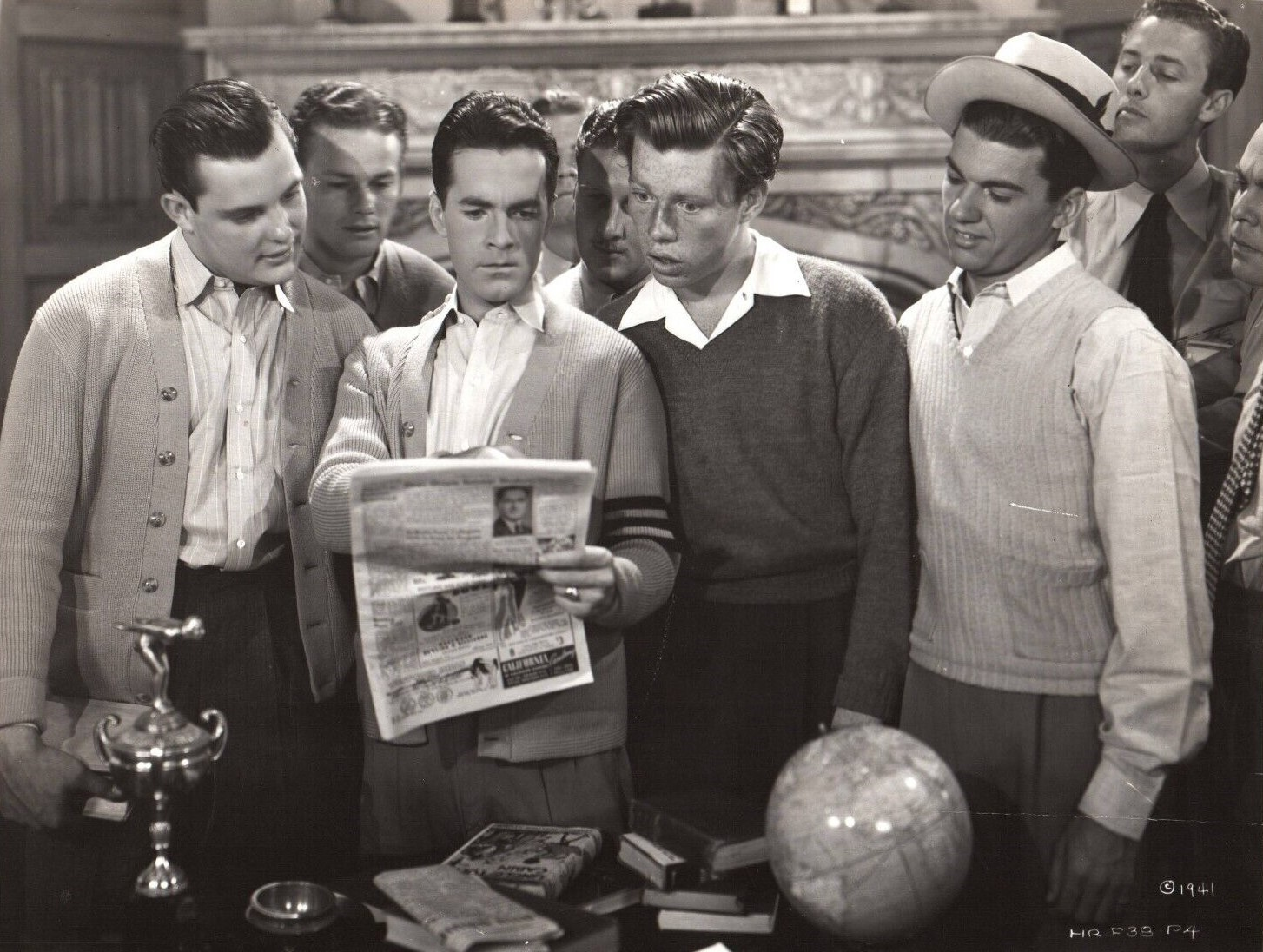
Le Collège en folie (1941), avec Johnny Downs tenant le journal

Johnny Downs débute enfant au cinéma dans vingt-huit courts métrages muets de la série cinématographique Les Petites Canailles, sortis entre 1923 et 1927, dont Un mariage mouvementé de Robert F. McGowan (1926, avec James Finlayson et George B. French). Hormis cette série, son premier film muet est le western L'Insurgé (en) de Lloyd Ingraham (1927, avec Fred Thomson personnifiant Jesse James adulte, lui-même l'incarnant enfant). Ses deux derniers films muets, sortis en 1928, sont La Foule de King Vidor (avec Eleanor Boardman et James Murray) et La Piste de 98 de Clarence Brown (avec Dolores del Río et Ralph Forbes).
Durant la période du parlant, devenu adulte, il contribue à d'autres films américains entre 1931 (un court métrage) et 1953, année de sortie de ses six derniers films (sur cent-un en tout), dont le western L'Héroïque Lieutenant de Frederick de Cordova (avec Audie Murphy et Joan Evans). Entretemps, mentionnons Casbah de John Cromwell (1938, avec Charles Boyer et Sigrid Gurie), La Famille Stoddard de Gregory Ratoff (1941, avec Ingrid Bergman et Warner Baxter) et Rhapsodie en bleu d'Irving Rapper (1945, avec Robert Alda et Joan Leslie), où il interprète un danseur.
À la télévision américaine, il apparaît dans sept séries entre 1948 et 1952, dont Sky King (un épisode, 1952).
Par ailleurs acteur, danseur et chanteur au théâtre, il joue notamment à Broadway (New York), où il fait ses débuts en 1933, dans la revue Strike Me Pink de Ray Henderson (avec Jimmy Durante et Lupe Vélez), puis la pièce Growing Pains d'Aurania Rouverol (en) (avec Jean Rouverol et Patricia Morison). Après une seconde pièce en 1934, il revient à Broadway dans deux comédies musicales, Are You with It? (en) de Harry Revel (1945-1946, avec Dolores Gray et Joan Roberts) et enfin Hold It! de Gerald Marks (1948, avec Red Buttons et Buddy Rogers).
Définitivement retiré des écrans en 1953, Johnny Downs meurt en 1994, à 80 ans.

## Filmographie partielle

### Cinéma
- 1926 : Scandale à Hollywood (45 Minutes from Hollywood) de Fred Guiol (court métrage) : Johnny (images d'archive)
- 1926 : Un mariage mouvementé (Thundering Fleas) de Robert F. McGowan (court métrage) : Johnny
- 1927 : L'Insurgé (en) (Jesse James) de Lloyd Ingraham : Jesse James enfant
- 1927 : La Vallée des géants (The Valley of the Giants) de Charles Brabin : Bryce enfant
- 1928 : La Foule (The Crowd) de King Vidor : John enfant
- 1928 : La Piste de 98 (The Trail of '98) de Clarence Brown : un adolescent
- 1935 : Qui ? (College Scandal) d'Elliott Nugent : Paul Gedney
- 1935 : Un jour une bergère (Babes in Toyland) de Gus Meins et Charley Rogers : Little Boy Blue
- 1935 : Roses de sang (So Red the Rose) de King Vidor : le caporal yankee blessé
- 1936 : Le Premier Né (The First Baby) de Lewis Seiler : Johnny Ellis
- 1936 : L'Appel de la folie (College Holiday) de Frank Tuttle : Johnny Jones
- 1936 : Parade du football (Pigskin Parade) de David Butler : Chip Carson
- 1937 : Romance burlesque (Thrill of a Lifetime) de George Archainbaud : Stanley
- 1938 : Casbah (Algiers) de John Cromwell : Pierrot
- 1939 : Hawaiian Nights (en) d'Albert S. Rogell : Ted Hartley
- 1939 : A Child Is Born de Lloyd Bacon : Johnny Norton
- 1941 : Redhead d'Edward L. Cahn : Ted Brown
- 1941 : Le Collège en folie (All-American Co-Ed) de LeRoy Prinz : Bob Sheppard / Bobbie DeWolfe
- 1941 : La Famille Stoddard (Adam Had Four Sons) de Gregory Ratoff : David Stoddard adulte
- 1941 : Honeymoon for Three de Lloyd Bacon : Chester T. Farrington III
- 1945 : Rhapsodie en bleu (Rhapsody in Blue) d'Irving Rapper : le danseur
- 1945 : L'Espoir de vivre (Forever Yours) de William Nigh : Ricky
- 1946 : Le Laitier de Brooklyn (The Kid from Brooklyn) de Norman Z. McLeod : le maître de cérémonie
- 1953 : Appelez-moi Madame (Call Me Madam) de Walter Lang : le cameraman
- 1953 : L'Héroïque Lieutenant (Column South) de Frederick de Cordova : Lieutenant Posick
- 1953 : Amour, Délices et Golf (The Caddy) de Norman Taurog : un employé aux expéditions
- 1953 : Il y aura toujours des femmes (Here Come the Girls) de Claude Binyon : Bob

### Télévision
(séries)
- 1948 : Girl About Town (en) : un des hôtes
- 1951-1952 : Racket Squad (en)
  - Saison 1, épisode 10 The Diamond That Wasn't (1951) de James Tinling : rôle non spécifié
  - Saison 2, épisode 24 Fair Exchange (1952) de William Beaudine : Jamison
- 1952 : The Unexpected (en), saison unique, épisode 5 The Slide Rule Blonde : Fred
- 1952 : Sky King, saison 1, épisode 19 The Porcelain Lion : Jeff Bradford
- 1952 : The Files of Jeffrey Jones (en), saison unique, épisode Killer Bait de Lew Landers : Steve Reynolds

## Théâtre à Broadway (intégrale)
- 1933 : Strike Me Pink, revue, musique de Ray Henderson, lyrics de Lew Brown, sketches de Ray Henderson et Lew Brown : Pat Duncan / Chanteur de deux numéros
- 1933 : Growing Pains, pièce d'Aurania Rouverol (en), production et mise en scène d'Arthur Lubin : Brian
- 1934 : Ragged Army, pièce de Beulah Marie Dix et Bertram Millhauser (en) : Tim Page
- 1945-1946 : Are You with It? (en), comédie musicale, musique de Harry Revel, lyrics d'Arnold Horwitt (en), livret de Sam Perrin (en) et George Balzer (en) : Wilbur Haskins
- 1948 : Hold It!, comédie musicale, musique de Gerald Marks, lyrics de Samuel M. Lerner, livret de Matt Brooks et Art Arthur, chorégraphie de Michael Kidd : Bobby Manville